# Historische Kommission beim SPD-Parteivorstand
Die Historische Kommission beim SPD-Parteivorstand (HiKo) fungierte zwischen 1982 und 2018 als geschichtspolitisches und traditionsbewahrendes Gremium des SPD-Parteivorstandes. Als Nachfolgerin fungiert das Geschichtsforum beim SPD Parteivorstand.

## Geschichte
Der Vorschlag, eine Historische Kommission beim SPD-Parteivorstand einzurichten, wurde auf eine Anregung des damaligen Bundesgeschäftsführers der SPD, Peter Glotz, hin im Oktober 1981 vom Parteivorstand der SPD unter der Führung des Parteivorsitzenden Willy Brandt angenommen. 1982 trat die vom Parteivorstand ernannte Kommission erstmals zusammen. Erste Vorsitzende der Historischen Kommission wurde Susanne Miller. Die ursprüngliche Intention von Peter Glotz war die Stärkung der sozialdemokratischen Identität in einer für die SPD schwierigen Phase gewesen. Im Zuge der Diskussion über den NATO-Doppelbeschluss, Leistungskürzungen im Sozialbereich und den Schwierigkeiten mit dem damaligen Koalitionspartner hatte sich die Bundespartei in Flügelkämpfen aufgerieben. Mit einer Rückbesinnung auf die eigene, bereits damals schon über 100-jährige Tradition sollte das Identitätsgefühl der Partei wieder gestärkt werden.
Ende Juli 2018 wurde durch den SPD-Vorstand angekündigt, die Arbeit der Historischen Kommission und weiterer Gesprächsforen aus Kostengründen einzustellen. Historiker mit unterschiedlichen politischen Präferenzen kritisierten dieses Vorhaben. Im Februar 2019 berief der Parteivorstand daraufhin das Geschichtsforum beim SPD Parteivorstand ein, das die Partei seither in historischen Fragen berät. Dem rund 30-köpfigen Gremium gehören neben Historikern auch mehrere Bundestagsabgeordnete der SPD an. Im Juni 2019 wurden Kristina Meyer und Bernd Rother zu den gleichberechtigten Sprechern des SPD-Geschichtsforums gewählt.

## Aufgaben und Zielsetzungen
Neben der Wahrung der sozialdemokratischen Tradition agierte die Historische Kommission als aktiver Berater des SPD-Parteivorstandes und anderer sozialdemokratischer Gremien in Fragen der Geschichts- und Erinnerungspolitik. Jährlich veranstaltete die Historische Kommission wissenschaftliche Foren zu verschiedenen (zeit-)geschichtlichen Themen. Die historische Dimension aktueller politischer Fragen stand hierbei im Mittelpunkt. Darüber hinaus veranstaltete sie Workshops für junge Nachwuchshistoriker, die sich thematisch mit Aspekten sozialdemokratischer Geschichte befassten. Ebenso brachte sich die Kommission durch Stellungnahmen in aktuelle politische Debatten ein.

## Auswahl von Foren der Historischen Kommission
- 2003 „Vertreibungen im 20. Jahrhundert. Geschehen und Vergegenwärtigung“
- 2004 „Sozialstaat in Europa. Geschichte und Zukunft eines Erfolgsmodells“
- 2005 „Deutschland, Europa und deutsche Katastrophe. Gemeinsame und gegensätzliche Lernprozesse“
- 2007 „Das sozialdemokratische Projekt im Wandel – Zur Frage der Identität der SPD“.
- 2009 „Die europäische Idee der Freiheit – Zur historischen und gegenwärtigen Bedeutung von 1989“

## Organisationsstruktur

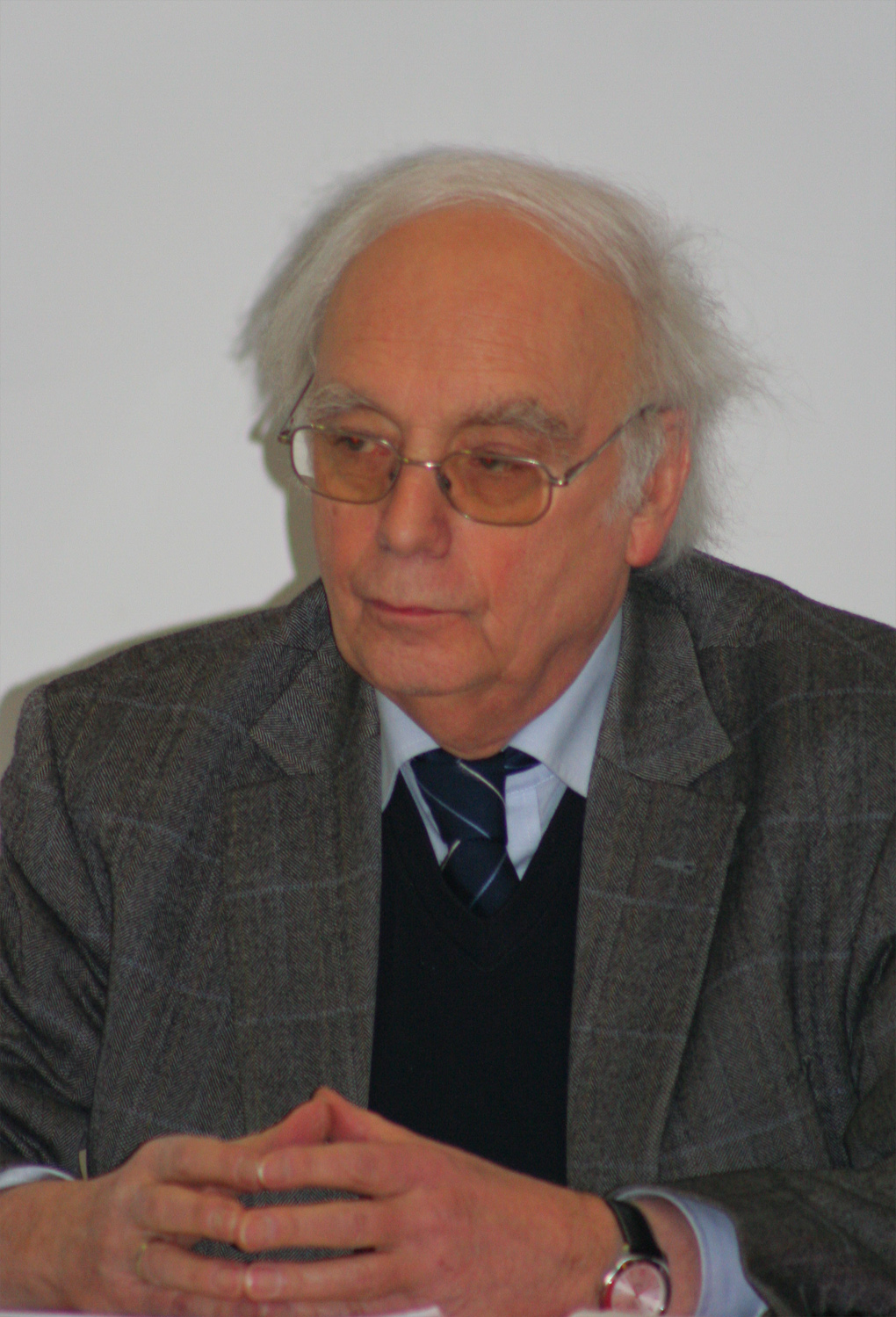
Bernd Faulenbach, 2010

Die Mitglieder der Historischen Kommission wurden vom Parteivorstand der SPD ernannt. Höchstes Beschlussgremium war die jährlich tagende Jahresversammlung. Zwischen den Jahresversammlungen fungierte der Arbeitsausschuss der Historischen Kommission als ausführendes Organ. Der Historischen Kommission angegliedert war das Sekretariat der Historischen Kommission in der SPD-Parteizentrale, welches vom Sekretär der Kommission geleitet wird. Von 1989 bis 2018 war Bernd Faulenbach, Ruhr-Universität Bochum, Vorsitzender der Historischen Kommission beim SPD-Parteivorstand. Entsprechend der Gliederung der Partei gibt es auch regionale Historische Kommissionen der SPD auf Länder-, Bezirks- und kommunaler Ebene (u. a. Historische Kommission der Berliner SPD oder der Partei in Nordrhein-Westfalen), die auch weiterhin existieren. Neu gegründet wurde im August 2019 die Historische Kommission der SPD Brandenburg.